# T-Centralen
T-Centralen (T - skrót od szwedzkiego tunnelbana czyli metro) – główna stacja sztokholmskiego metra, krzyżują się tutaj wszystkie linie. Stacja położona jest w centrum Sztokholmu, w dzielnicy Norrmalm, między głównym placem miasta Sergels torg a Vasagatan. W rzeczywistości są to dwie oddzielne stacje połączone łącznikiem na poziomie  mezzanino.
Dziennie z T-Centralen korzysta około 163 900 osób. Ze stacji można udać się wprost na Dworzec Centralny i przesiąść do pociągów Statens Järnvägar (SJ), przejść do stacji Stockholm City, aby skorzystać z Pendeltågu lub dalej udać się na dworzec autobusowy Cityterminalen. 
Do 27 stycznia 1958 stacja nosiła nazwę Centralen jednak często była mylona z dworcem kolejowym (szw. Stockholm Centralen) i nazwę zmieniono.

## Pierwsza stacja (linia zielona i czerwona)
Stacja została otwarta 24 listopada 1957 jako 38. w systemie metra. Jest to ostatnia stacja wspólnego odcinka tych linii. Leży bezpośrednio pod kościołem św. Klary (szw. Klara kyrka) i domem handlowym Åhléns.
Stacja posiada dwa oddzielne perony położone jeden nad drugim. Górny ulokowany jest na głębokości 8,5 metra – zatrzymują się tutaj składy zielonej linii w kierunku północnym (Hässelby strand, Alvik i Åkeshov) oraz składy linii czerwonej w kierunku południowym (Fruängen i Norsborg). Niższy peron znajduje się 14 metrów pod ziemią i zatrzymują się tu pociągi kursujące na linii zielonej w kierunku południowym (Farsta strand, Hagsätra i Skarpnäck) i na czerwonej w kierunku północnym (Mörby centrum i Ropsten).

### Wyjścia
Stacja ma dwa wyjścia. Jedno z nich południowo-zachodnie umożliwia wyjście przy Vasagatan 20, Klara Västra Kyrkogatan 20 lub dalsze przejście do dworca kolejowego, które zostało otwarte 1 grudnia 1958. Drugie północno-wschodnie wyjście posiada drzwi przy Drottninggatan, Sergels torg 16 i Klarabergsgatan 48.

## Druga stacja (linia niebieska)
Jest to druga stacja wchodząca w skład T-Centralen, została otwarta 31 sierpnia 1975 jako 79. Znajduje się na głębokości 30 metrów pod domem handlowym Åhléns i Pocztą Główną ( Centralposten). Posiada jeden peron, jedna krawędź w kierunku wschodnim do Kungsträdgården i jedna w kierunku północno-zachodnim do Hjulsty i Akalla.
W związku z budową tunelu Citybanan między 14 czerwca a 11 października 2009 stację na niebieskiej linii zamknięto.

### Wyjścia
Stacja ta również posiada dwa wyjścia. Północne znajduje się przy Vasagatan 9 (około 150 metrów na północ od dworca kolejowego przy dworcu autobusowym) a południowe to wyjście przy Sergels torg wspólne dla wszystkich linii. By skorzystać z tego ostatniego trzeba przejść przez łącznik gdzie zamontowano ruchome chodniki.

## Sztuka
Wygląd stacji kształtowało łącznie 22 artystów.

### Stacja pierwsza
- Tur och retur (pol. Tam i z powrotem), dekoracje z hiszpańskich kafelków w hali biletowej przy Vasagatan, Jörgen Fogelquist (1957–1962).
- Ręcznie malowane fińskie płytki w przejściu na Dworzec Centralny, Jörgen Fogelquist (1994, 1998)

#### Peron górny
- Elementy siedzeń z fajansu, Erik Möller-Nielsen (1957)
- Kafelki Karlavagen, Anders Österlin i Signe Persson-Melin (1957)
- Płaskorzeźba Linje, Berndt Helleberg (1957)
- Kvinnopelare, ryty na betonowym słupie, Siri Derkert (1957)
- Mozaika kamienna i wenecka (szklana) Det Klara som trots allt inte försvinner (pol. Klara, która mimo wszystko nie ginie), Vera Nilsson (1957)
- Dekoracje naścienne, Erland Melanton i Bengt Falk Edenu (1958)

#### Peron dolny
- Filary z płytakmi, Oscar Brandtberg (1957)
- Płaskorzeźby na filarach, Torsten Treutiger (1957)
- Żelazne kraty w przejściu w kierunku Klara kyrka, Britt-Louise Sundell (1964)

### Stacja druga
- Niebieskie malowidła (latorośl, kwiaty, robotnicy), Per Olov Ultvedt (1975)
- Take the A-train (pol. Złap pociąg), ciąg emaliowanych płyt zainspirowany logo SL w łączniku ze stacją pierwszą,  Carl Fredrik Reuterswärd (1975, 1984)

## Czas przejazdu
| Linia | Stacja          | Czas przejazdu | Stacja          | Czas przejazdu |
| T10   | Hjulsta         | 21             | Kungsträdgården | 2              |
| T11   | Akalla          | 21             | Kungsträdgården | 2              |
| T13   | Ropsten         | 8              | Norsborg        | 36             |
| T14   | Mörby centrum   | 15             | Fruängen        | 18             |
| T17   | Åkeshov         | 20             | Skarpnäck       | 19             |
| T18   | Alvik           | 13             | Farsta strand   | 15             |
| T19   | Hässelby strand | 32             | Hagsätra        | 23             |

## Galeria

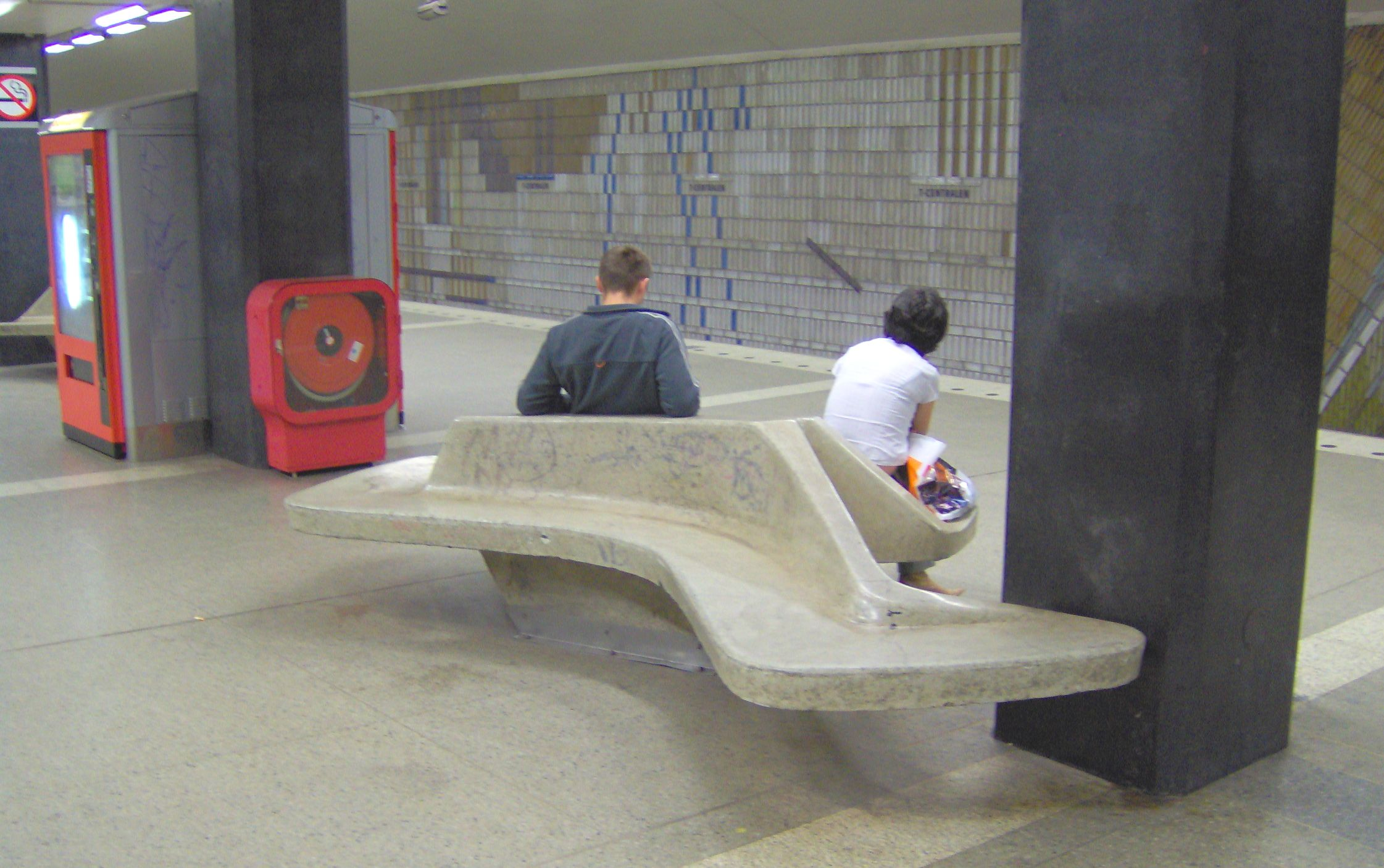
Sofa, Erik Möller-Nielsen
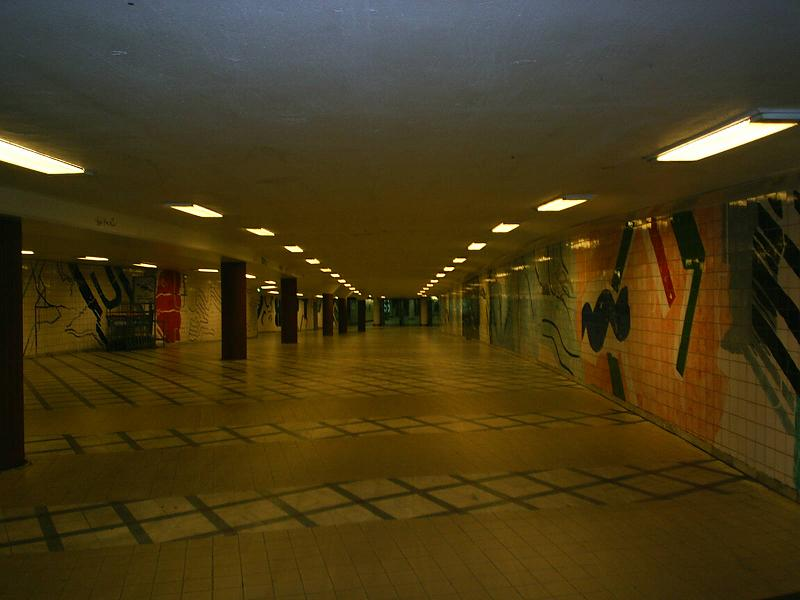
Przejście na Dworzec Centralny
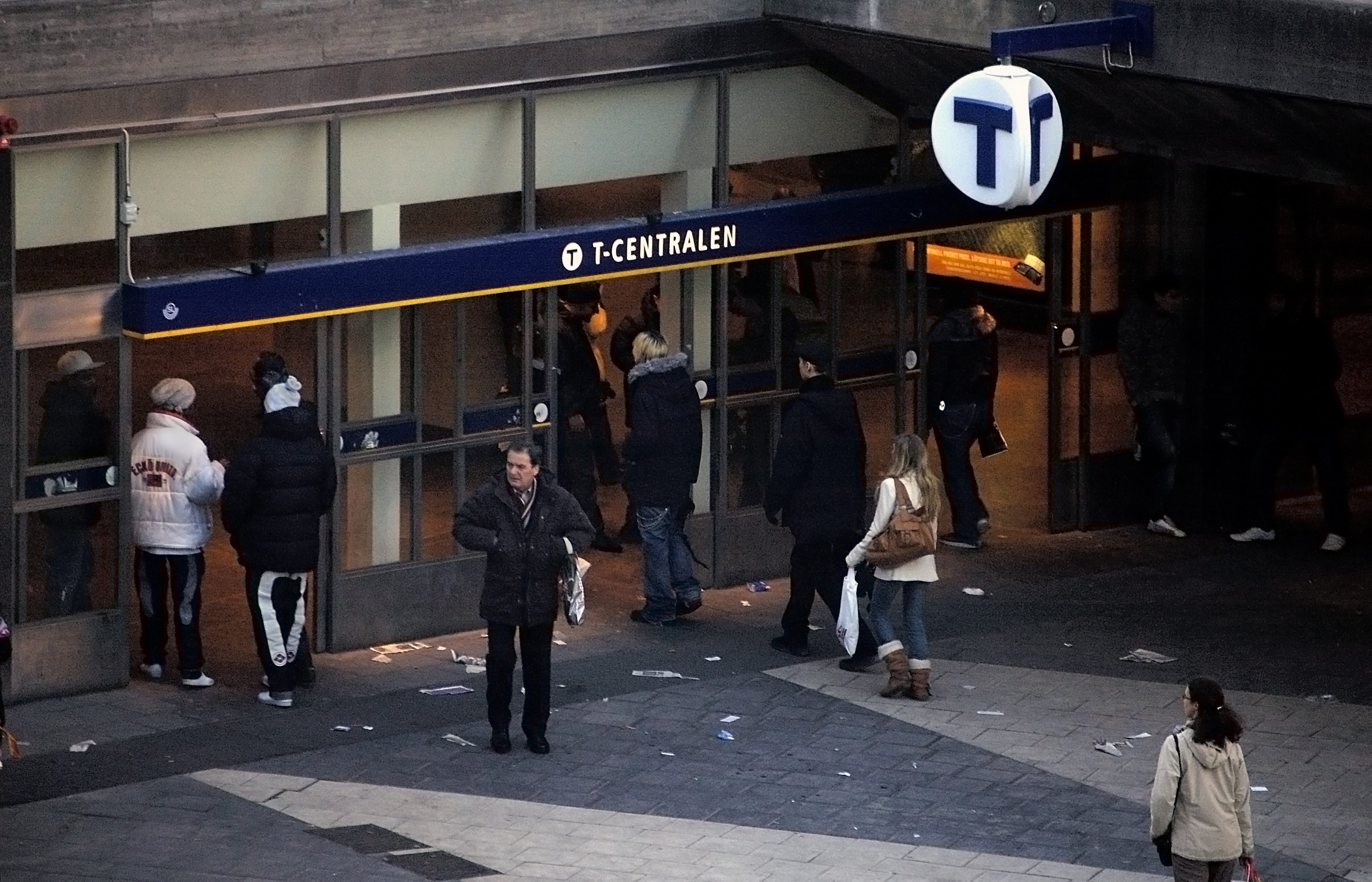
Wejście przy Sergels torg
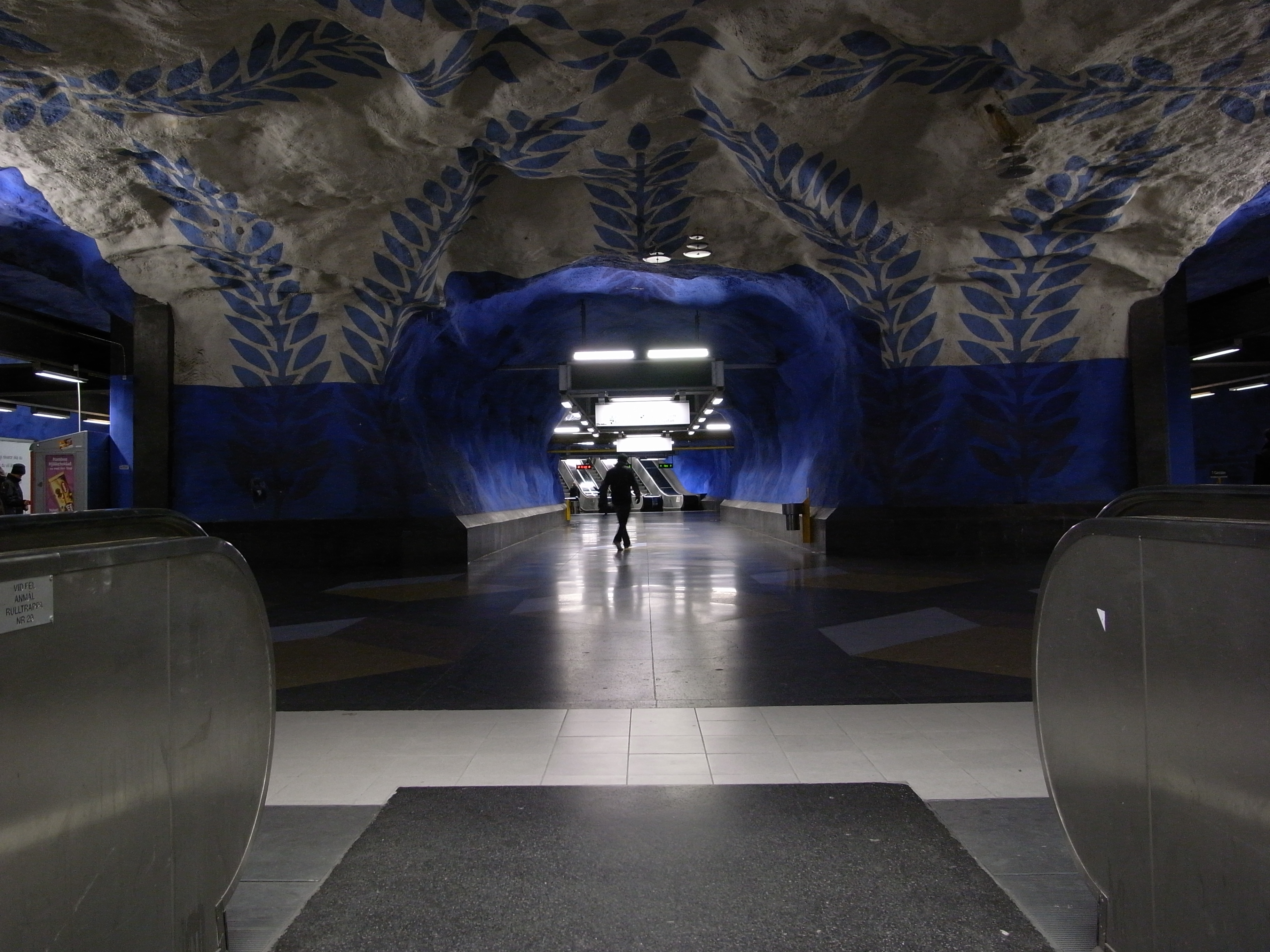
Stacja druga